# Allanah Starr
Allanah Starr (Cuba; 10 de julio de 1984) es una actriz pornográfica transexual cubana y nacionalizada estadounidense.

## Biografía
Allanah Starr nació en la isla de Cuba. Emigró junto a su familia a los Estados Unidos. Su padre no consiguió salir de la isla, al ser encerrado como preso político. Se crio en Miami (Florida) para más tarde, en 1999, trasladarse a la ciudad de Nueva York, donde estudió en una escuela de Arte.
Entró en la industria pornográfica transexual en 2002, a la edad de 18 años. Una de sus películas más famosas es Allanah Starr's Big Boob Adventures, que protagonizó con la actriz transexual Gia Darling, que también la dirigía.
En 2008 ganó el Premio AVN a la Artista transexual del año, galardón por la que estuvo nominada en la edición anterior.
Algunos trabajos de su filmografía son Absolute Allanah, American Tranny, She-Male Strokers 12, Tooled-Up Shemales o Transsexual Heartbreakers 23.
Starr decidió retirarse en 2012. Ha aparecido en algo más de 30 películas.

## Premios y nominaciones
| Año  | Ceremonia    | Resultado | Premio                           | Trabajo                             |
| ---- | ------------ | --------- | -------------------------------- | ----------------------------------- |
| 2007 | Premios AVN  | Nominada  | Artista transexual del año       | —                                   |
| 2007 | Premios AVN  | Nominada  | Mejor escena escandalosa de sexo | Allanah Starr's Big Boob Adventures |
| 2008 | Premios AVN  | Ganadora  | Artista transexual del año       | —                                   |
| 2010 | Premios XBIZ | Nominada  | Artista transexual del año       | —                                   |